# Caenoscelis sibirica
Caenoscelis sibirica är en skalbaggsart som beskrevs av Edmund Reitter 1889. Caenoscelis sibirica ingår i släktet Caenoscelis, och familjen fuktbaggar. Arten är reproducerande i Sverige.